# Mussolet de Java
El mussolet de Java (Glaucidium castanopterum) és una espècie d'ocell de la família dels estrígids (Strigidae). Habita els boscos de Java i Bali. El seu estat de conservació es considera de risc mínim.